# Bombardier Global Express
Els Bombardier Global Express són una gamma d'avions privats de gran abast dissenyats i fabricats per Bombardier a Toronto, Canadà.

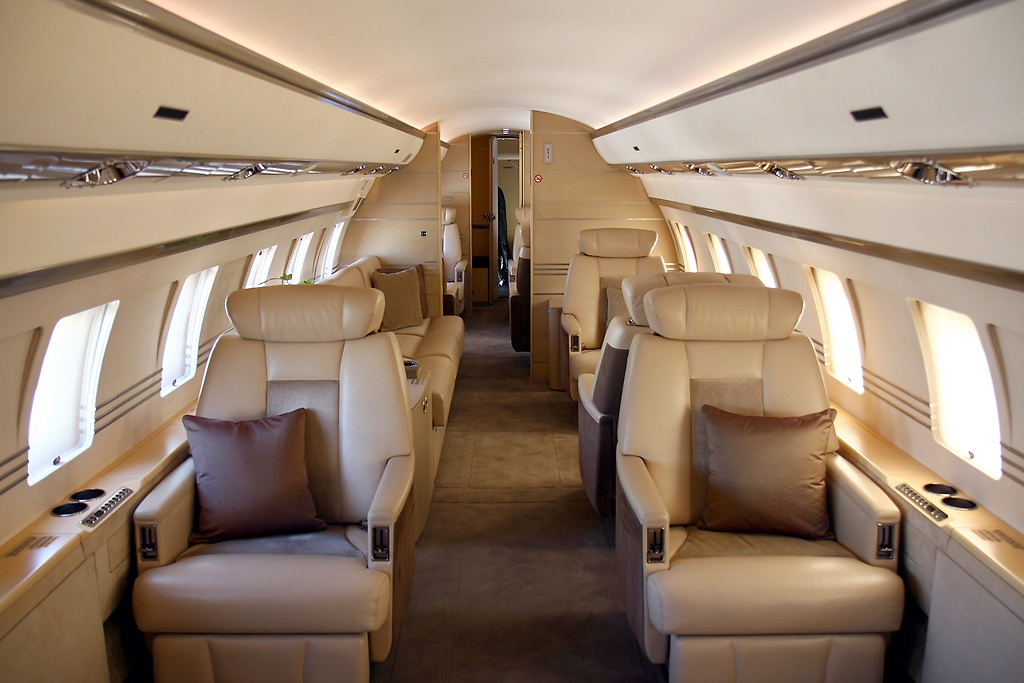
Cabina de passatgers

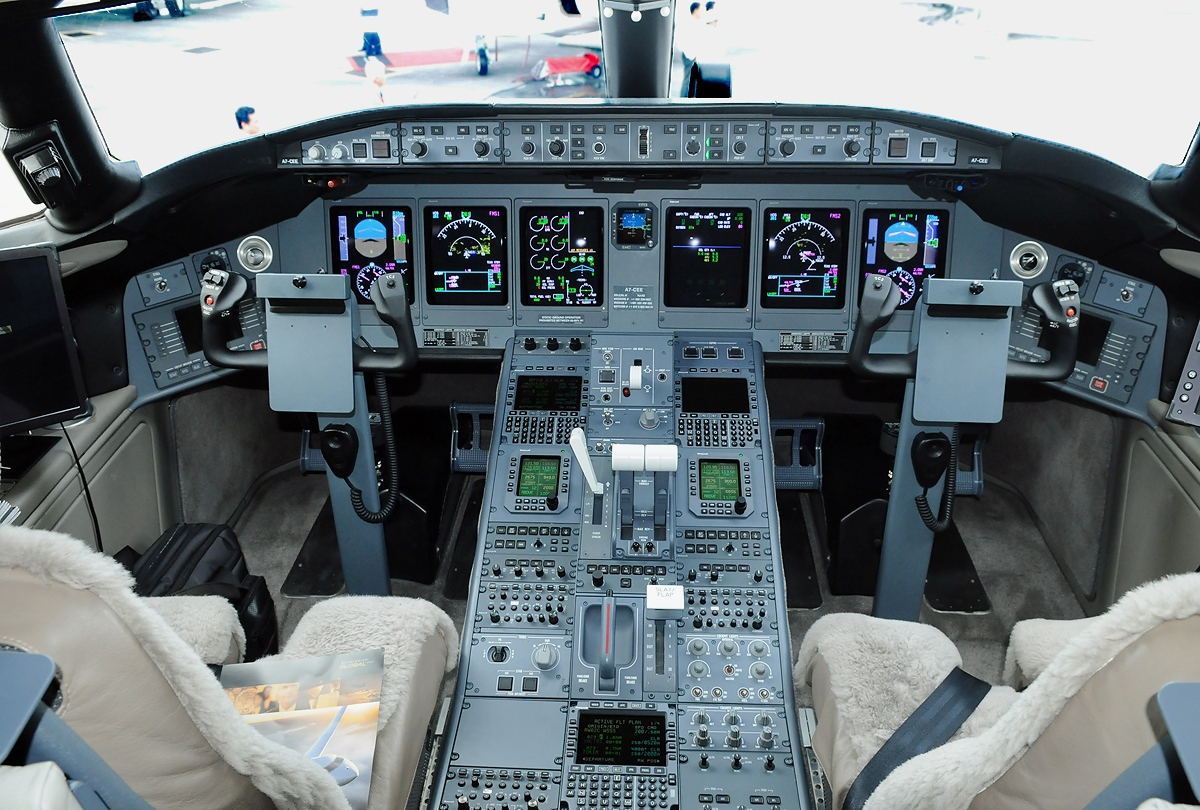
Cabina de vol

## Operadors
El Maig de 2018, després de 20 anys de la seva introducció, hi ha més de 750 avions privats Global Express en servei arreu el món.

## Especificacions

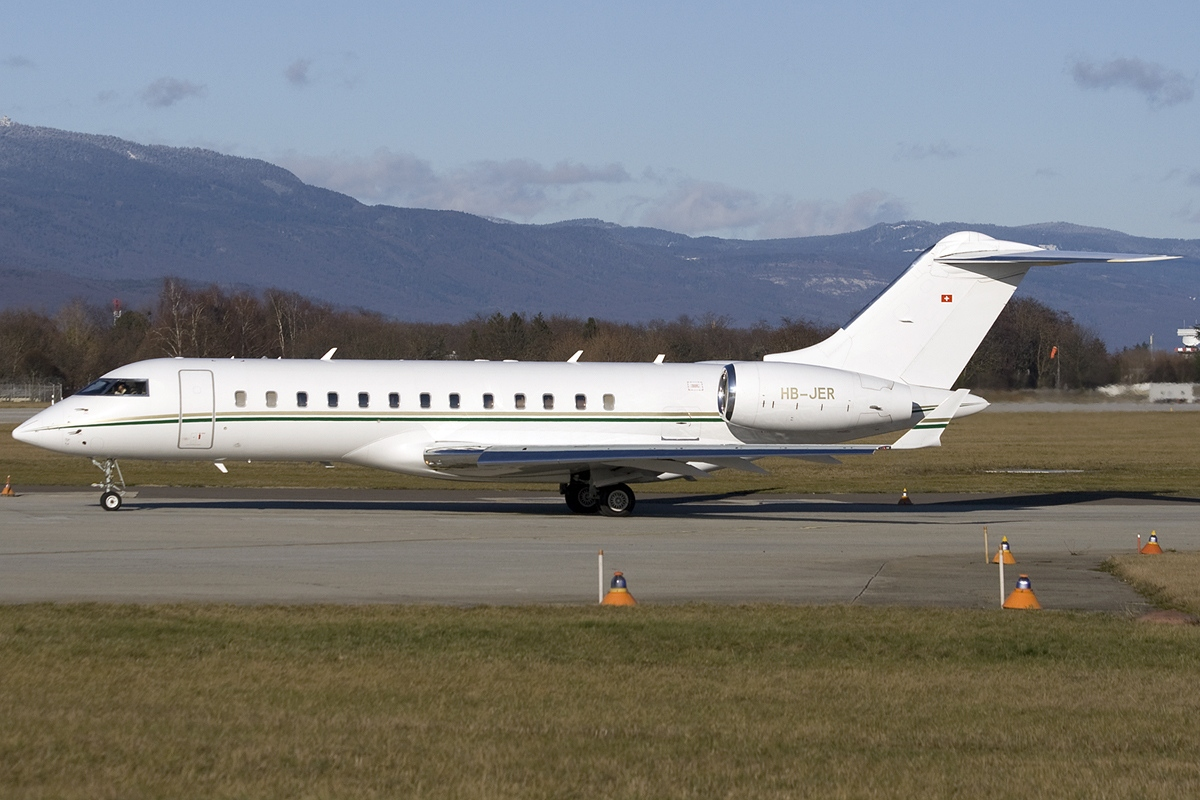
Bombardier Global 6000.

| Model                                                              | Global 5000                                                                        | 5500                                                                               | Global 6000                                                                        | 6500                                                                               |
| ------------------------------------------------------------------ | ---------------------------------------------------------------------------------- | ---------------------------------------------------------------------------------- | ---------------------------------------------------------------------------------- | ---------------------------------------------------------------------------------- |
| Tripulació                                                         | 3                                                                                  | 3                                                                                  | 4                                                                                  | 4                                                                                  |
| Màxim passatgers                                                   | 13                                                                                 | 16                                                                                 | 13                                                                                 | 17                                                                                 |
| Longitud                                                           | 29,51 m                                                                            | 29,51 m                                                                            | 30,30 m                                                                            | 30,30 m                                                                            |
| Ales                                                               | 28,65 m, amb una àrea de 94,85 m²                                                  | 28,65 m, amb una àrea de 94,85 m²                                                  | 28,65 m, amb una àrea de 94,85 m²                                                  | 28,65 m, amb una àrea de 94,85 m²                                                  |
| Alçada                                                             | 7,77 m                                                                             | 7,77 m                                                                             | 7,77 m                                                                             | 7,77 m                                                                             |
| Longitud de la cabina                                              | 12,41 m                                                                            | 12,41 m                                                                            | 13,18 m                                                                            | 13,18 m                                                                            |
| Secció de la cabina                                                | 2,41 m màxim, 1,98 m a nivell del terra, 1,88 m d'alçada                           | 2,41 m màxim, 1,98 m a nivell del terra, 1,88 m d'alçada                           | 2,41 m màxim, 1,98 m a nivell del terra, 1,88 m d'alçada                           | 2,41 m màxim, 1,98 m a nivell del terra, 1,88 m d'alçada                           |
| Pes màxim a l'envol                                                | 41.957 kg                                                                          | 41.957 kg                                                                          | 45.132 kg                                                                          | 45.132 kg                                                                          |
| Pes operatiu bàsic                                                 | 23.070 kg                                                                          | 23.070 kg                                                                          | 23.691 kg                                                                          | 23.691 kg                                                                          |
| Combustible màxim                                                  | 17.804 kg                                                                          | 17.804 kg                                                                          | 20.434 kg                                                                          | 20.434 kg                                                                          |
| Càrrega màxim                                                      | 3,238 kg                                                                           | 3,238 kg                                                                           | 2,617 kg                                                                           | 2,617 kg                                                                           |
| Motors                                                             | BR710A2-20                                                                         | R-R Pearl                                                                          | BR710A2-20                                                                         | R-R Pearl                                                                          |
| Empenyiment                                                        | 14.750 lbf (65,6kN)                                                                | 15.125 lbf (67,3 kN)                                                               | 14.750 lbf (65,6kN)                                                                | 15.125 lbf (67,3 kN)                                                               |
| Velocitat màxima                                                   | Mach 0,89                                                                          | Mach 0,90                                                                          | Mach 0,89                                                                          | Mach 0,90                                                                          |
| de creuer                                                          | Mach 0,88 (504 kt / 934 km/h) alta velocitat, Mach 0,85 (487 kt / 902 km/h) típica | Mach 0,88 (504 kt / 934 km/h) alta velocitat, Mach 0,85 (487 kt / 902 km/h) típica | Mach 0,88 (504 kt / 934 km/h) alta velocitat, Mach 0,85 (487 kt / 902 km/h) típica | Mach 0,88 (504 kt / 934 km/h) alta velocitat, Mach 0,85 (487 kt / 902 km/h) típica |
| Abast a Mach 0,85 (amb reserves IFR segons NBAA, ISA, 8 passatges) | 5.200 nm / 9.630 km                                                                | 5.700 nm / 10.556 km                                                               | 6.000 nm / 11.112 km                                                               | 6.600 nm / 12.223 km                                                               |
| Distància d'enlairament (SL, ISA, MTOW)                            | 5.540 ft / 1.689 m                                                                 | 5.490 ft / 1.674 m                                                                 | 6.476 ft / 1.974 m                                                                 | 6.370 ft / 1.942 m                                                                 |
| Distància d'aterratge (SL, ISA, MLW)                               | 2.207 ft / 673 m                                                                   | 2.207 ft / 673 m                                                                   | 2.236 ft / 682 m                                                                   | 2.236 ft / 682 m                                                                   |
| Altitud                                                            | Max. 51.000 ft / 15.545 m, Inicial de creuer 41.000 ft / 12.497 m (MTOW)           | Max. 51.000 ft / 15.545 m, Inicial de creuer 41.000 ft / 12.497 m (MTOW)           | Max. 51.000 ft / 15.545 m, Inicial de creuer 41.000 ft / 12.497 m (MTOW)           | Max. 51.000 ft / 15.545 m, Inicial de creuer 41.000 ft / 12.497 m (MTOW)           |